# Chrīstos Patsatzoglou
Chrīstos Patsatzoglou (in greco: Χρήστος Πατσατζόγλου; Atene, 19 marzo 1979) è un ex calciatore greco, di ruolo difensore.

## Carriera

### Club
Inizia la sua carriera nello Skoda Xanthi, dove vince il titolo del Miglior giovane del campionato greco.
Nell'estate del 2000 passa all'Olympiakos, dove vince otto campionati, quattro Coppe di Grecia e una Supercoppa di Grecia.
Nell'estate del 2009 passa all'Omonia Nicosia, dove ritrova l'ex tecnico Takīs Lemonīs e il suo ex compagno all'Olympiakos Michalīs Kōnstantinou, che vincono il campionato cipriota.
Nell'estate del 2010 passa all'AEK Atene dove ritrova l'ex romanista Traïanos Dellas anche lui passato alla squadra di Atene dall'Anorthōsis.
Nel gennaio del 2011 passa dall'AEK Atene al PAS Giannina, dove fa il suo debutto in campionato al 69' contro il Panserraikos dove vede la sua squadra vittoriosa in trasferta. Nella stagione 2010-2011 contribuisce alla promozione del PAS Giannina alla Super League, la massima serie greca.

### Nazionale
Debutta in nazionale nel 2-2 contro l'Inghilterra a Manchester, sotto la guida di Otto Rehhagel. Ha fatto parte della rosa che ha rappresentato la Grecia a Euro 2008. Ha anche contribuito alla qualificazione della nazionale al Mondiale 2010, facendo due apparizioni contro la Corea del Sud e Argentina, da subentrato.

## Palmarès

### Club

#### Competizioni nazionali
- Campionato greco: 8

Olympiakos: 2000-2001, 2001-2002, 2002-2003, 2004-2005, 2005-2006, 2006-2007, 2007-2008, 2008-2009
- Coppa di Grecia: 4

Olympiakos: 2004-2005, 2005-2006, 2007-2008, 2008-2009
- Supercoppa di Grecia: 1

Olympiakos: 2007
- Campionato cipriota: 1

Omonia: 2009-2010
- Supercoppa di Cipro: 1

Omonia: 2010

### Individuale
- Miglior giovane del campionato greco: 1

2000